# Torre del Duomo di Teramo
(Fabrizio Primoli, La Torre del Duomo di Teramo, Verdone Editore, Teramo, 2009)
La torre del Duomo di Teramo è il campanile della basilica cattedrale di Santa Maria Assunta nonché simbolo della città.

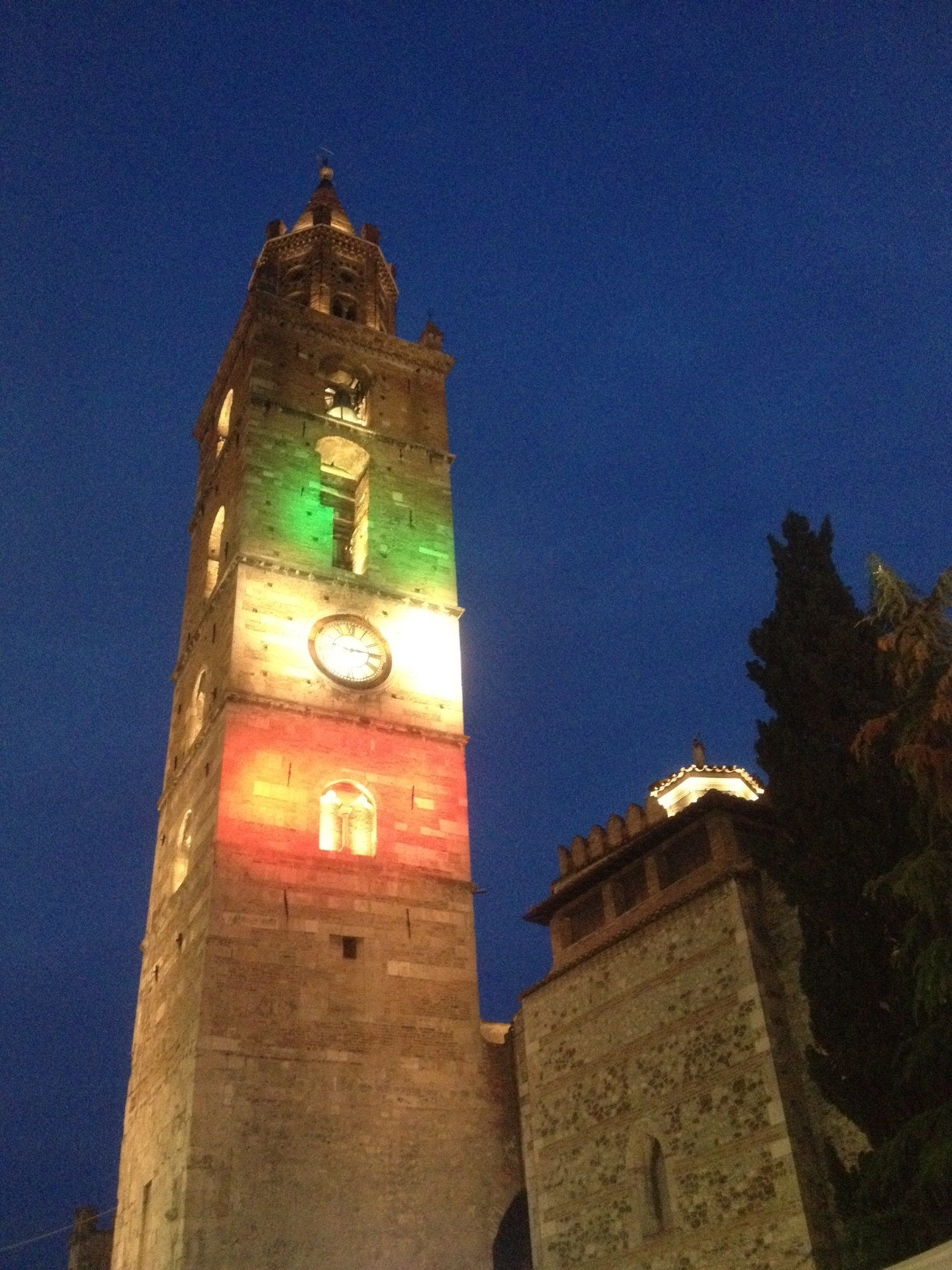
La torre in occasione della parata inaugurale dell'Interamnia World Cup

## Esterno
La torre si connette alla cattedrale proprio nel punto di innesto fra la parte romanica di Guido II e quella gotica di Niccolò degli Arcioni. Essa mostra successivi interventi costruttivi: la parte inferiore è stata realizzata tra il XII e il XIII secolo dal vescovo Guido II, poi nel XIV secolo la parte intermedia  da Niccolò degli Arcioni ed infine nel XV secolo l'elaborato coronamento ottagonale dell'architetto lombardo Antonio da Lodi (1493) che ha realizzato anche i campanili fratelli di Chieti (1498), Atri (1502), Campli e Corropoli. L'ultimo restauro subito dalla torre è del 2022, dopo quelli eseguiti nel 2019 e nel 1935.
La torre è interamente divisa in moduli sovrapposti (realizzati in epoche differenti, come sopra evidenziato), segnati da cornici marcapiano. Sul terzo e sul quarto modulo sono poste finestre a bifora, mentre il quinto e il sesto ospitano le celle campanarie.
Al di sopra della seconda cella, Antonio da Lodi realizzò una terrazza di copertura, munita ai quattro angoli di torrette decorate con lo stesso motivo ornamentale presente nella cornice di sostegno alla terrazza medesima. Al centro di essa, quindi, innalzò il prisma ottagonale sormontato dalla piramide di coronamento, al di sopra della quale furono installate la sfera metallica e la banderuola.
Il prisma è dotato, su ogni faccia, di un doppio ordine di aperture: bifore al primo livello ed oculi circondati da decorazioni policrome al secondo.
La sfera metallica posta a coronamento dell'edificio, originariamente dorata, ha un diametro pari a 0,64 metri. Anche la croce, posta al di sopra della sfera, era originariamente dorata, anche se oggi resta soltanto qualche traccia dell'antica doratura.
L'altezza complessiva della torre, come rilevato dall'Istituto Geografico Militare nel 1955, è pari
a 48 metri. La sfera, la banderuola a vento e la croce la innalzano quasi a quota 50 metri.

## Struttura interna
Il primo ambiente visibile della torre è rappresentato dal vestibolo. Trattasi di un locale di ridotte dimensioni, oggi ampiamente illuminato attraverso un'apertura realizzata nel corso degli interventi di isolamento della cattedrale, negli anni trenta del novecento. Questo locale, sino al 1632 (anno di conclusione dei lavori dell'attuale Sacrestia monumentale), costituiva la Vecchia Sacrestia. In essa ebbe sede l'antico organo della cattedrale, rimasto in funzione sino al 1956 (quando venne realizzato dal vescovo Stanislao Amilcare Battistelli l'attuale organo in honorem Sancti Gabrielis). Dal vestibolo si accede alla torre.

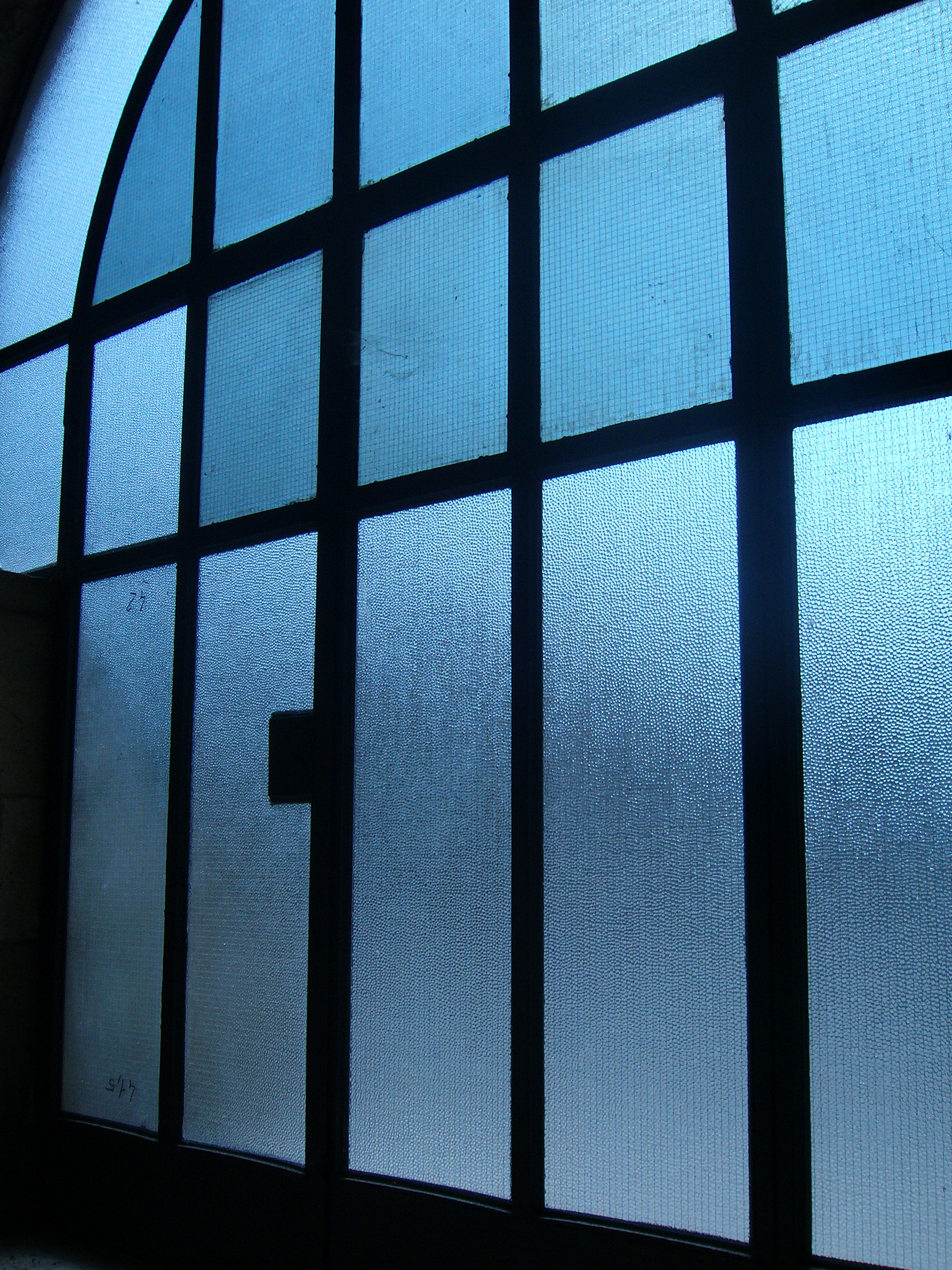
La porta ogivale verso piazza Orsini vista dal vestibolo della torre

La scalinata interna della torre è realizzata in metallo ed è stata interamente ricostruita durante gli interventi di restauro degli anni trenta del novecento. L'antica scala in legno, in pessimo stato di conservazione, fu smantellata in quell'occasione e furono dunque innestati appoggi metallici per la nuova scala in ferro e per i pavimenti dei vari livelli della torre, anch'essi in metallo, ad eccezione di quello del vano d'ingresso, dell'appoggio dei pesi dell'orologio e della stanza dell'orologio.
I gradini della torre che dal vano d'ingresso conducono sino al prisma ottagonale sono tutti a percorrenza lineare.

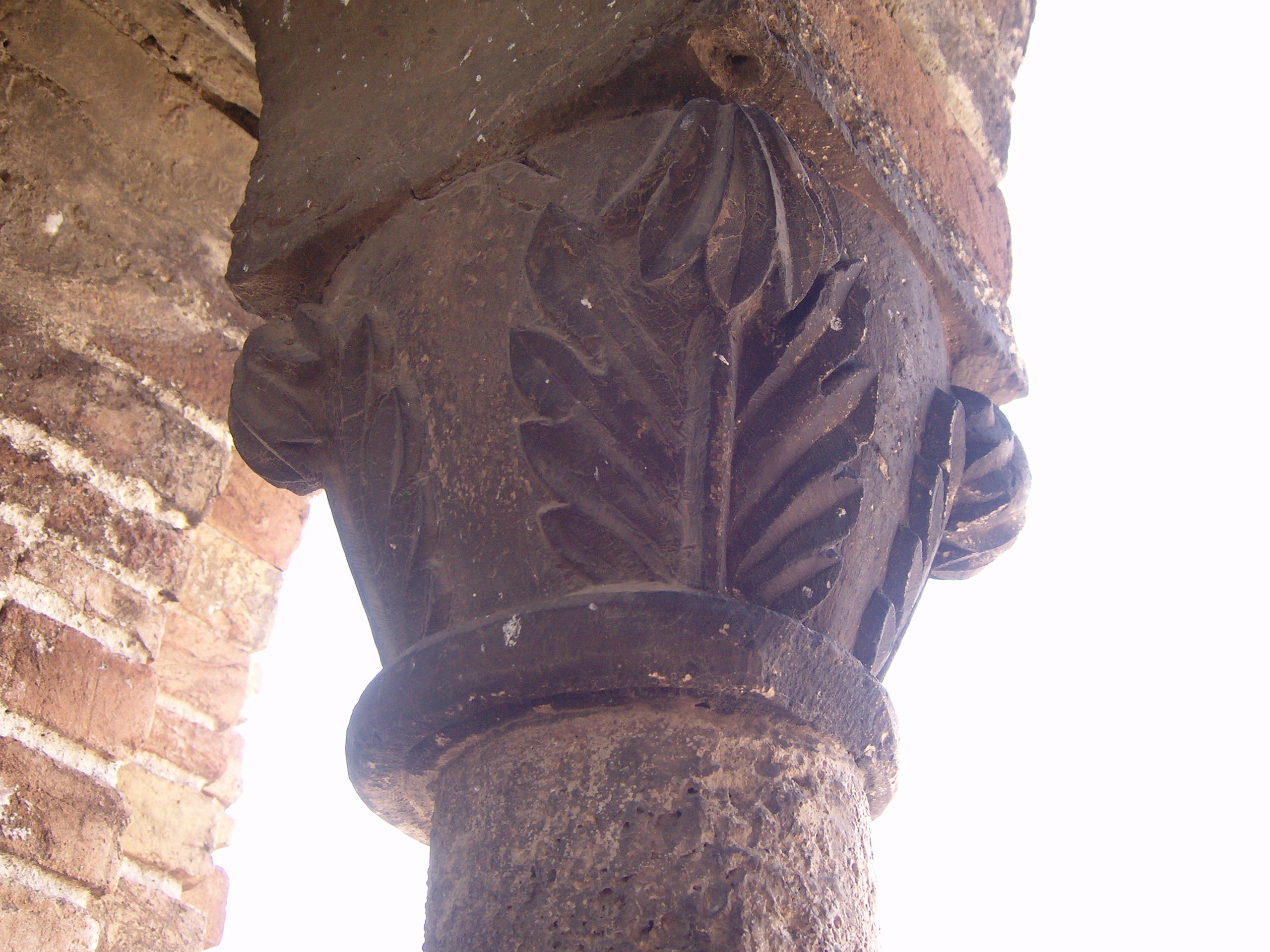
Capitello medioevale su una bifora del prisma ottagonale

Il primo ambiente accessibile, dopo aver lasciato il vestibolo d'ingresso ed aver percorso le rampe iniziali, è il piano d'appoggio degli antichi pesi che scendono dalla stanza dell'orologio. Questo piano d'appoggio, in muratura, serviva come punto di arresto dei diversi pesi che, legati a funi che attraversavano il pavimento di tale stanza e scendevano in verticale attraverso lo spazio tra le rampe delle scale, consentivano la marcia del meccanismo dell'orologio, sito ai livelli superiori. Nel momento dell'installazione del primo orologio della torre, fu demolito il pavimento di un secondo livello, immediatamente superiore a quello di appoggio dei pesi, per permettere il passaggio delle relative funi. Tracce di quel vecchio solaio a volta sono tuttora visibili.
La stanza dell'orologio, delimitata com'è dalle pareti est, nord ed ovest della struttura, si raggiunge dopo gli ultimi gradini del primo settore della torre. Si tratta di un locale di piccole dimensioni, corrispondente all'area della volta che ne costituisce dunque il pavimento. Vi si accede attraverso una porta situata a destra della scalinata, mentre a sinistra un'altra rampa conduce al piano superiore, dove si trova la prima cella campanaria.

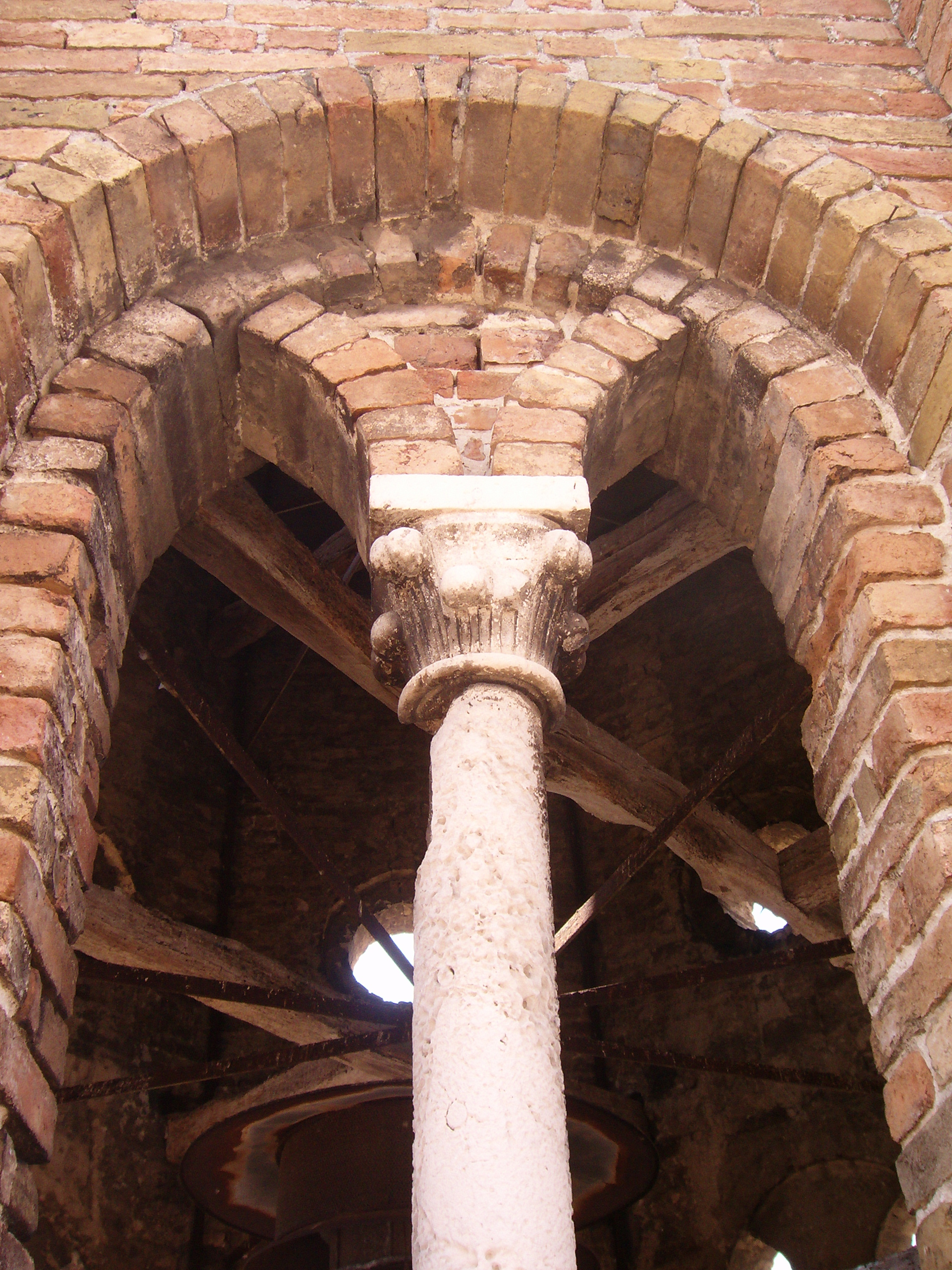
Una bifora del prisma ottagonale vista dalla terrazza esterna

Superata questa e superata anche la seconda cella, posta al di sopra della prima, il prisma ottagonale di Antonio da Lodi costituisce il locale più alto della torre, anche se non rappresenta, di per sé, il più elevato livello raggiungibile attraverso scale e camminamenti, poiché un'ulteriore scala metallica a pioli, che parte dalla base della cuspide piramidale, giunge sino alla sfera posta a coronamento della struttura. Il prisma è un locale molto luminoso, poiché su ogni lato si aprono finestre a bifora, sormontate da ulteriori aperture circolari.

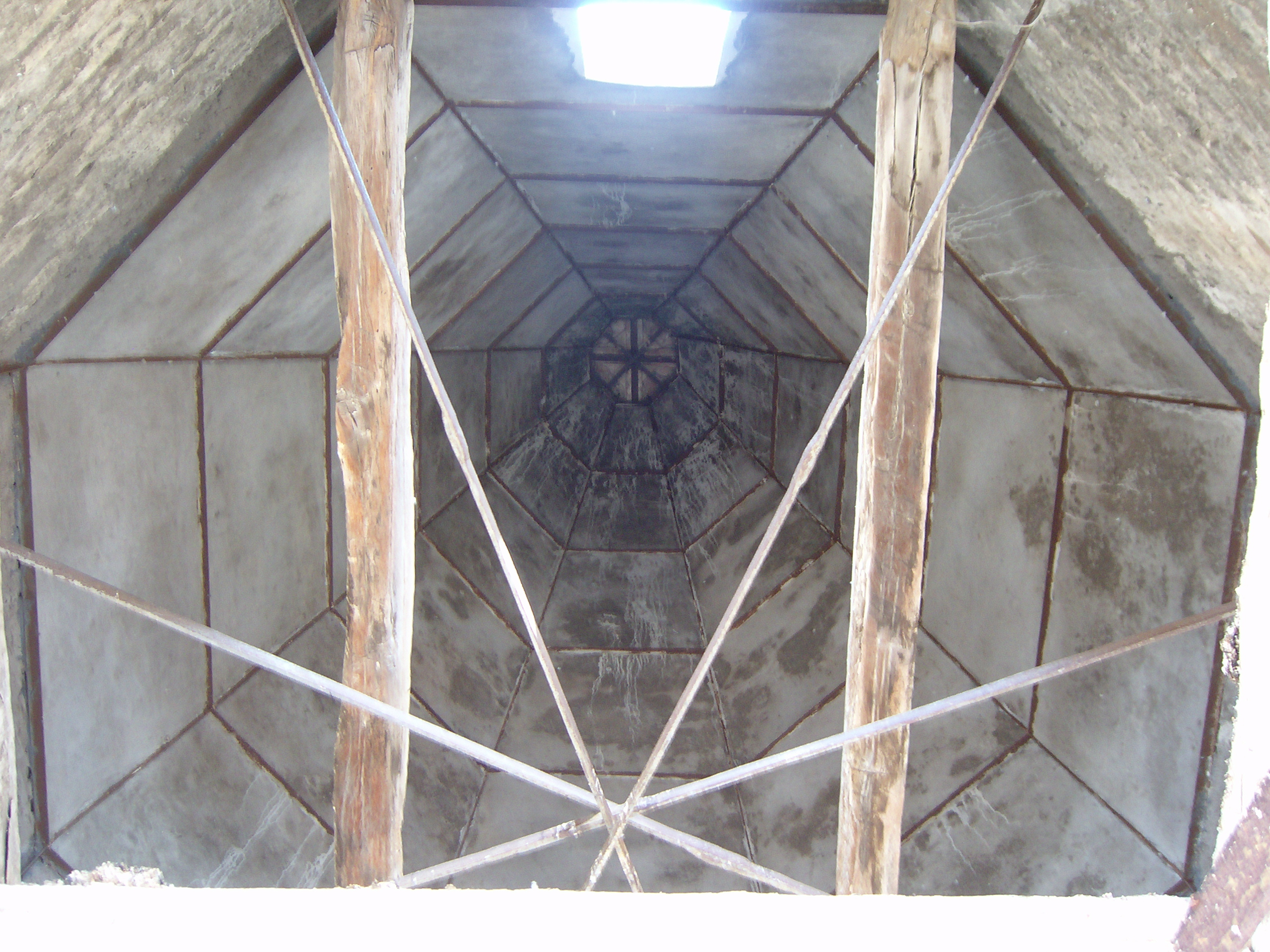
Sommità della torre vista dall'interno (un tempo diviso in due ambienti)

Questo ambiente, contrariamente a ciò che potrebbe essere ritenuto ad un esame esterno della struttura, non è separato dalla piramide che, a cuspide, chiude la torre. Non era così in passato, quando esisteva ancora la vecchia pavimentazione in legno. Le due travi che tuttora si trovano alla base della piramide, in corrispondenza con l'innesto del prisma, testimoniano che esisteva un solaio divisorio fra i due locali. Presumibilmente esisteva, quindi, anche una scala interna che consentiva di accedere all'interno del vano della piramide e di uscire quindi all'esterno attraverso la piccola porta ubicata alla base della piramide stessa. Non essendovi più un solaio divisorio, dunque, il prisma e la piramide formano oggi un unico locale. Ne consegue che, per l'accesso alla sommità della piramide e per percorrere lo stretto camminamento che, alla base della piramide, è delimitato dalle otto torrette che si innalzano in corrispondenza degli angoli del prisma, è necessario guadagnare, proprio partendo dal prisma, la porta che dà accesso all'esterno della piramide. Questa porta, difficilmente raggiungibile stante l'assenza di una scala fissa che ad essa conduce, si trova ad un'altezza di diversi metri dal pavimento del prisma stesso. Al di fuori, una scala metallica a pioli giunge sino alla sfera e alla croce.
Dal prisma ottagonale è possibile uscire all'esterno, nella terrazza sulla quale esso è collocato. I capitelli delle colonnine divisorie delle bifore del prisma, così come le rispettive basi, sono in parte originali del tempo di realizzazione del locale ad opera di Antonio da Lodi, in parte di derivazione romana ed in parte ricostruiti a seguito degli interventi di ristrutturazione che furono condotti sulla torre negli anni trenta del novecento. In taluni capitelli, difatti, è visibile l'iscrizione dell'anno 1935, in maniera analoga a quanto avvenuto per qualcuna delle quattro torrette che si trovano agli angoli della terrazza. 

## Le celle campanarie
La torre possiede un concerto di 7 campane, disposte nelle due celle sovrapposte.

### Cella inferiore
Nella cella inferiore si trova la campana maggiore e le due campane dell'orologio (ore e quarti). Le campane dell'orologio sono entrambe datate 1830; hanno come note musicali rispettivamente il do4 e il mi bemolle4.

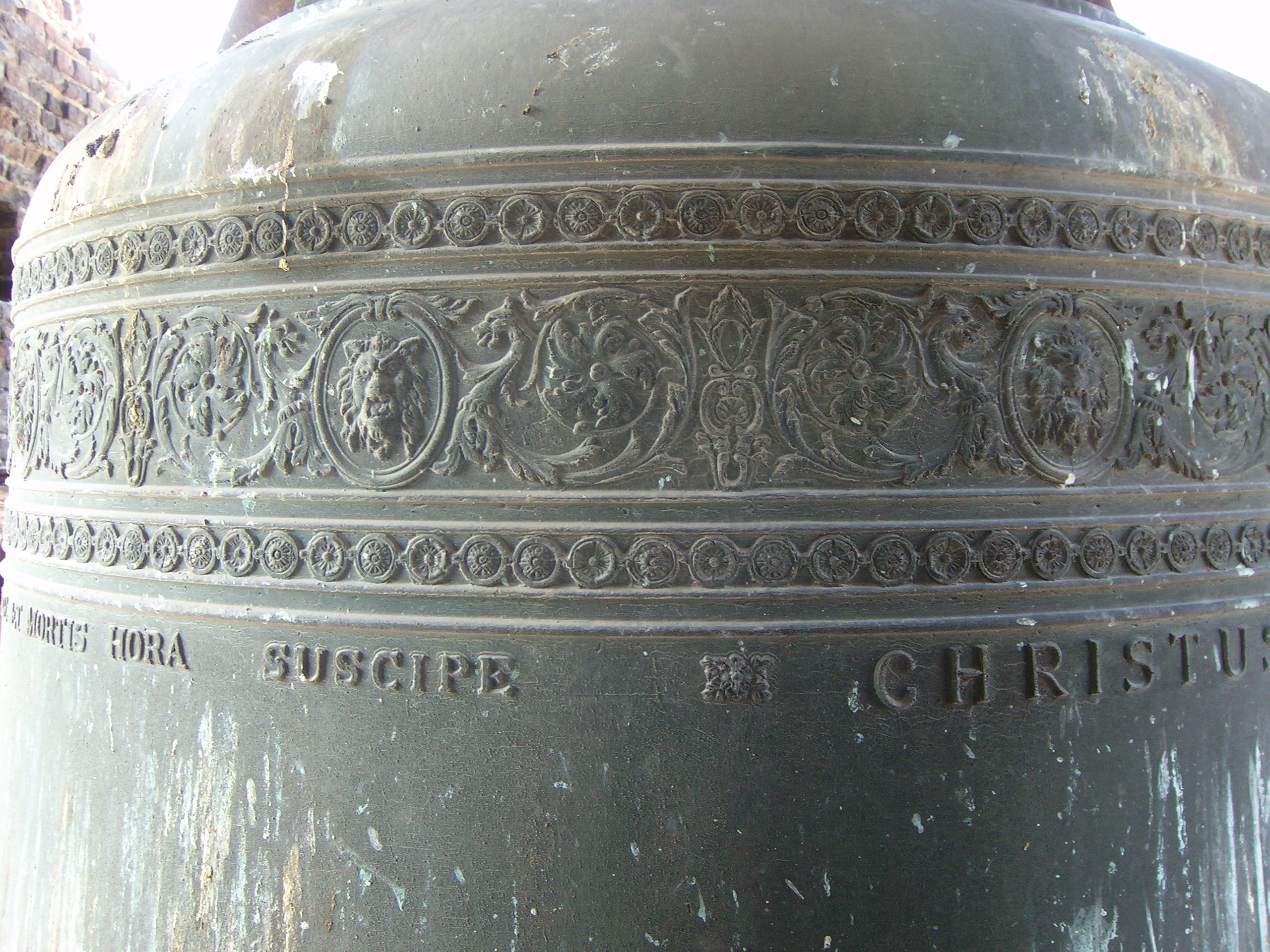
Il fregio decorativo sulla campana Aprutina (1930)

La campana maggiore Aprutina, dai teramani affettuosamente chiamata campanone, oggi collocata al centro della cella, prima del 1930, anno della sua ultima rifusione, era collocata nel finestrone del lato est che si affaccia su piazza Orsini. Con i lavori degli anni trenta a seguito appunto della rifusione, venne montata su un'imponente struttura metallica  nel mezzo della cella, dove ancora oggi si trova. Il pavimento di questo ambiente, per il notevole peso che vi grava, è l'ultimo in muratura e corrisponde al solaio della sottostante stanza dell'orologio.
La data di nascita della campana Aprutina non è di semplice indicazione. Si sa con ragionevole certezza che essa fu opera dell'artigiano teramano Attone di Ruggiero. A seguito di una probabile rottura della campana, essa fu rifusa nel 1483, come riportano le fonti, dall'artigiano francese Nicola di Langres. Nel 1704, a causa di una nuova rottura, venne rifusa, così come nel 1760, sempre a causa di un'ulteriore rottura. La campana così ripristinata, tuttavia, non ebbe vita lunga. La città di Teramo venne occupata, nel dicembre 1798, dalle truppe francesi che diedero corso a una lunga serie di saccheggi, violenze e devastazioni. La ferocia si andò ad abbattere anche sulle campane della Città, che ebbero la responsabilità di chiamare a raccolta la cittadinanza contro l'occupazione straniera e, fra queste, non poteva certo sfuggire la campana Aprutina della torre del Duomo. Saliti sulla struttura, i soldati francesi tentarono prima di farla cadere a terra attraverso il finestrone del lato est sul quale era collocata, ma non vi riuscirono. La tempestarono quindi di colpi, tentando di romperla, ma ogni loro sforzo fu vano. Volendo allora a qualunque costo renderla inservibile, spezzarono l'asse che la teneva sospesa al ceppo e che permetteva di suonarla anche a pendolo. Allontanato l'invasore, non essendovi la possibilità economica di ripristinare la funzionalità di Aprutina, i teramani decisero di forare la calotta della campana nella parte più alta, introducendovi dei perni per poterla nuovamente fissare al ceppo. In questa maniera, si riuscì a suonarla a rintocchi e non più a distesa, come una volta, ma quanto meno si riuscì a mantenerla in esercizio per ben 130 anni, sino a quando venne ideata la nuova ed ultima rifusione ai tempi dell'episcopato di Antonio Micozzi. Era il 1930.

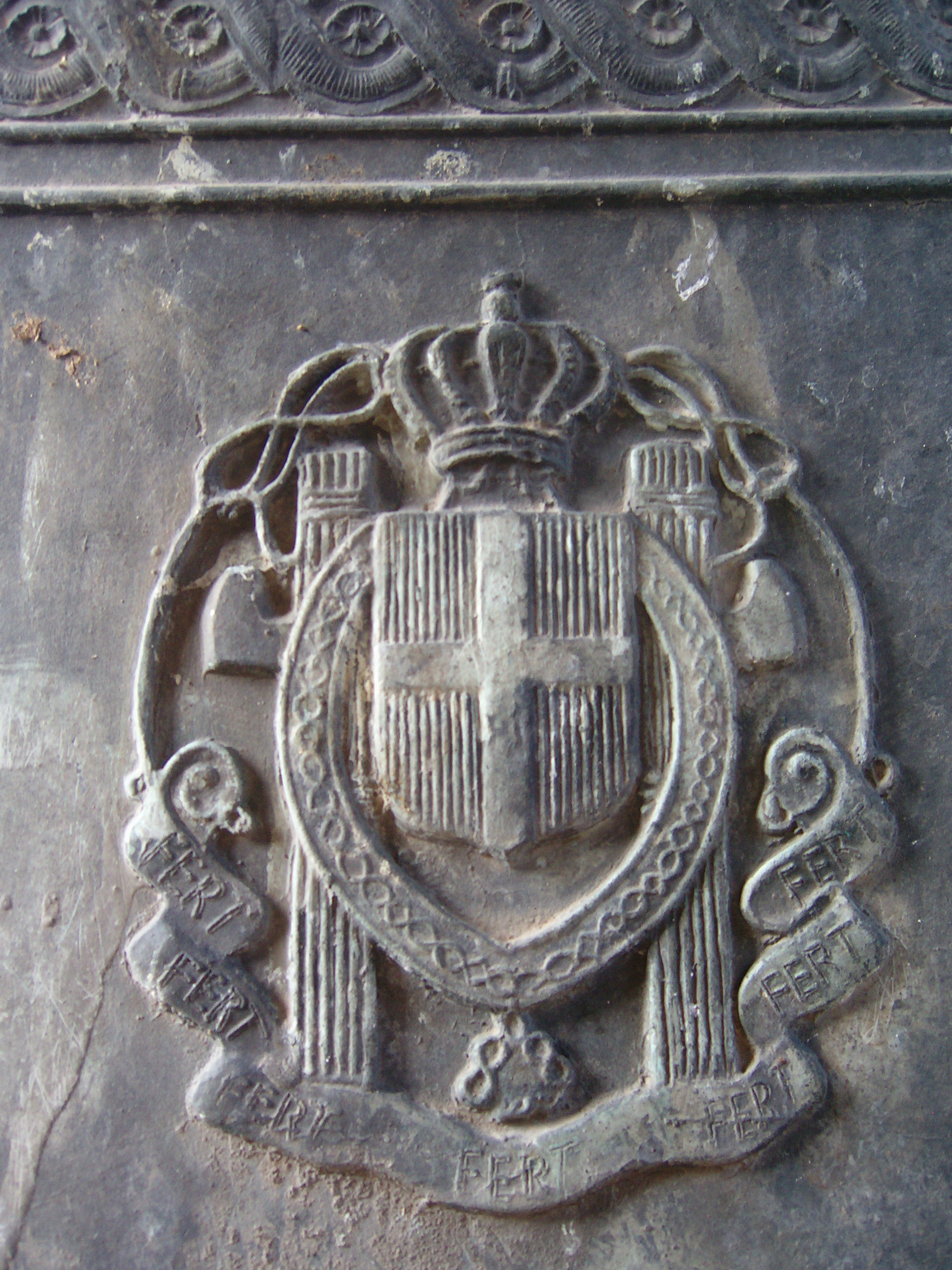
Lo stemma di Casa Savoia sulle pareti della campana Aprutina (1930)

Il vescovo, valutata la necessità di ricollocare sulla torre la campana maggiore nella sua integrità, istituì un comitato composto dai canonici del capitolo cattedrale e dai parroci teramani. Presiedeva il comitato il vicario generale della curia Muzj. Furono richiesti preventivi alle ditte Pasqualini di Fermo, Marinelli di Agnone e Colbachini di Padova. Fu prescelta quest'ultima, alla quale furono dunque affidati i lavori. Venne altresì progettata, al fine di ridurre le eventuali sollecitazioni strutturali causate dalle oscillazioni del movimento a distesa, una sorta di castello metallico che, situato all'interno della cella inferiore, avrebbe tenuto agganciata la nuova campana al centro della cella stessa, anziché nel finestrone del lato est, dove in precedenza era alloggiata. Ancora oggi questa struttura a travatura metallica sorregge la campana. Il 26 marzo 1930, una rappresentanza composta dai canonico Morriconi e Biondi, assieme al dott. Ferrara, al prof. Albero Giosia e al sig. Gattarossa, si recò a Padova per assistere alla rottura della vecchia campana, partita da Teramo la sera del 21 gennaio 1930, e quindi alla rifusione della nuova. Dopo una ebollizione di ben 14 ore, l'ing. Colbachini ordinò l'apertura del foro. Il liquido incandescente precipitò lungo il canale di creta che l'immetteva nella forma della campana e in quattro minuti la colata era fatta. La rappresentanza, tra l'altro, inviò diverse relazioni alla Curia Vescovile e trasmise poi il seguente telegramma: «Comunichiamo alla cittadinanza, alle ore 15,50, il momento emozionante del nostro campanone felicemente fuso e nuovamente sonoro per lanciare alla Città nostra il saluto di Dio e il canto della Fede. Ferrara, Giosia, Biondi, Gattarossa, Morricone». Il 19 aprile 1930, dunque, la nuova campana Aprutina rientrava a Teramo, attraverso la stazione ferroviaria, salutata dal suono delle campane sorelle. Il 27 aprile successivo, domenica In Albis, il vescovo Antonio Micozzi la benediceva con solennità e veniva quindi collocata sulla torre.
La campana Aprutina è alta 1,90 metri ed ha un diametro pressoché analogo. Ha un peso di 44,85 quintali e il battaglio, da solo, pesa 2,38 quintali. Il ceppo, munito di cuscinetti a sfera, è in legno di quercia, dello stesso materiale delle travi che sostengono la struttura interna della torre. Il ceppo, da solo, pesa 6 quintali. Il castello metallico di sostegno, realizzato anch'esso dalla Fonderia Colbachini, pesa 18,25 quintali. In totale, dunque, il peso dell'intero impianto della campana Aprutina è pari a 71,48 quintali.  La nota musicale della campana è il la bemolle. L'associazione italiana di campanologia ha da tempo inserito Aprutina nell'elenco delle maggiori campane d'Italia. 
Sulle pareti esterne sono presenti diverse decorazioni e iscrizioni. In basso, ai quattro lati dell'orlo dell'apertura, vi sono scolpiti gli stemmi del Vescovo Antonio Micozzi, del Papa, del Comune di Teramo e del Regno d’Italia. Nel lato ovest è scolpita l'immagine di San Berardo e sotto vi è la seguente dedica della Città al suo Santo Patrono: «Sanctus Berardus, Episcopus et Patronus Civitatis, Civitatem et Cives protegat et tueatur.  A. D. MCMXXX».

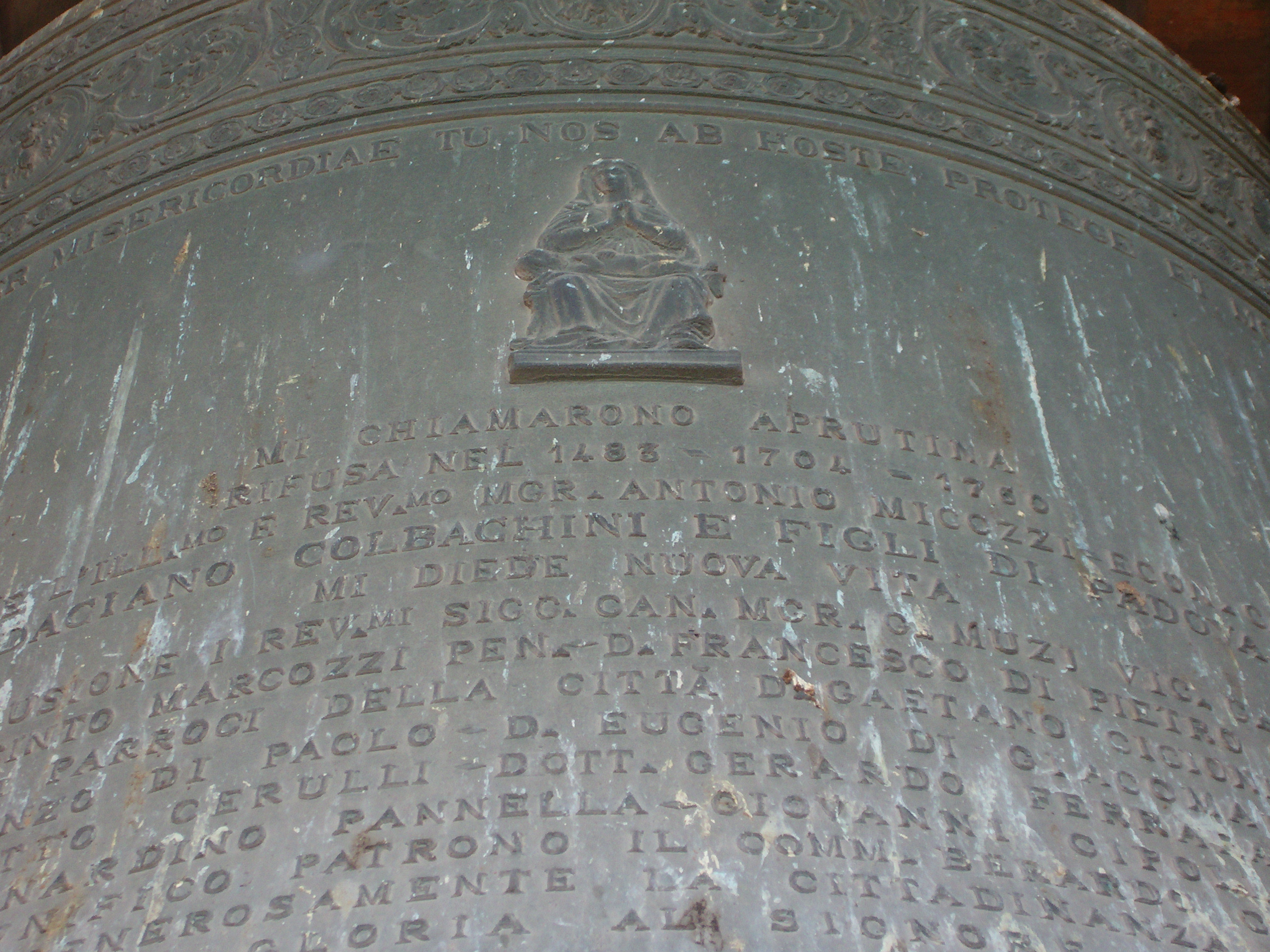
L'iscrizione recante la storia della campana Aprutina (1930)

Nell'altro lato, compare l'immagine scolpita della Madonna delle Grazie e, al di sotto, vi è la seguente iscrizione recante la storia della campana: «Mi chiamarono Aprutina. Rifusa nel 1483 – 1704 – 1760. Nell'anno 1930, Presule l'Ill.mo e Rev.mo Mgr. Antonio Micozzi, Econ. Can. Camillo Morricone, la Ditta Daciano Colbachini e Figli di Padova mi diede nuova vita. Curarono la rifusione i Rev.mi Canonici Mgr. G. Muzj Vic Gen., Mgr. Pietro Iobbi, D. Antonio Biondi, Mgr. Giacinto Marcozzi P., D. Francesco Di Pietro T., D. Michele Misticoni. Cooperarono i Rev.mi Parroci della Città D. Gaetano Cicioni, D. Oderico Paolini, D. Lorenzo Di Paolo, D. Eugenio Di Giacomantonio. I Sigg. Benedetto Cerulli, Dott. Gerardo Ferrara, Carmine Leone, Bernardino Pannella, Giovanni Cipolloni. Fu munifico Patrono il Comm. Berardo Cerulli. Concorse generosamente la cittadinanza teramana. Gloria al Signore».
Al di sotto della preghiera rivolta a San Berardo, vi è una bella iscrizione relativa alle vicende passate della campana: «Fin dal tempo antico, ho cantato la fede, le speranze e le gloriose gesta dei Teramani, come ne ho pianto amaramente le sventure. Tre volte tacqui, perché m'infransero e tre volte rifusa ripresi i miei canti, or lieta, or triste, sulle vostre imprese. Da ultimo, essendo Sommo Pontefice Pio XI e Re Vittorio Emanuele III ed essendosi, per l'industria e l'amore dei governanti, compiuta la pace cristiana nell'anima italiana, mentre lanciavo in alto l'inno di gioia profonda per tanto evento, nuovamente infranta spezzai il canto. Ed ora, o cittadini teramani, per l'amore grande che mi portate, in breve tempo risorta, più dolcemente e più ampiamente canora, riempio nuovamente il Cielo dei miei canti, spandendo e diffondendo nel mondo gli inni della pace».
Per un decennio, a seguito dei recenti eventi sismici, la campana Aprutina è stata silenziata, azionata unicamente da un sistema a tirabattaglio che ne ha permesso il suono a rintocchi ma non a slancio -in attesa dei lavori per il consolidamento strutturale della torre- alla luce dell'accertata instabilità del campanile. Il 4 giugno 2022, dopo un complesso intervento di consolidamento strutturale della torre, che ha compreso anche il restauro del relativo apparato decorativo e dei beni presenti nell'edificio, tutte le campane della torre, compresa Aprutina, sono nuovamente tornate al loro originario funzionamento a slancio. I lavori eseguiti nel corso del 2022 sono stati i più profondi e complessi mai effettuati sul campanile dopo quelli del 1935. 
A seguito del restauro sono emerse diverse problematiche riguardo alle condizioni precarie del castello, del ceppo ligneo e del motore dell'Aprutina. La campana inoltre sembrerebbe presentare una fessurazione ormai datata che ne penalizza la resa sonora. Tuttavia non sono state ancora intraprese vie per un ulteriore restauro.

### Cella superiore

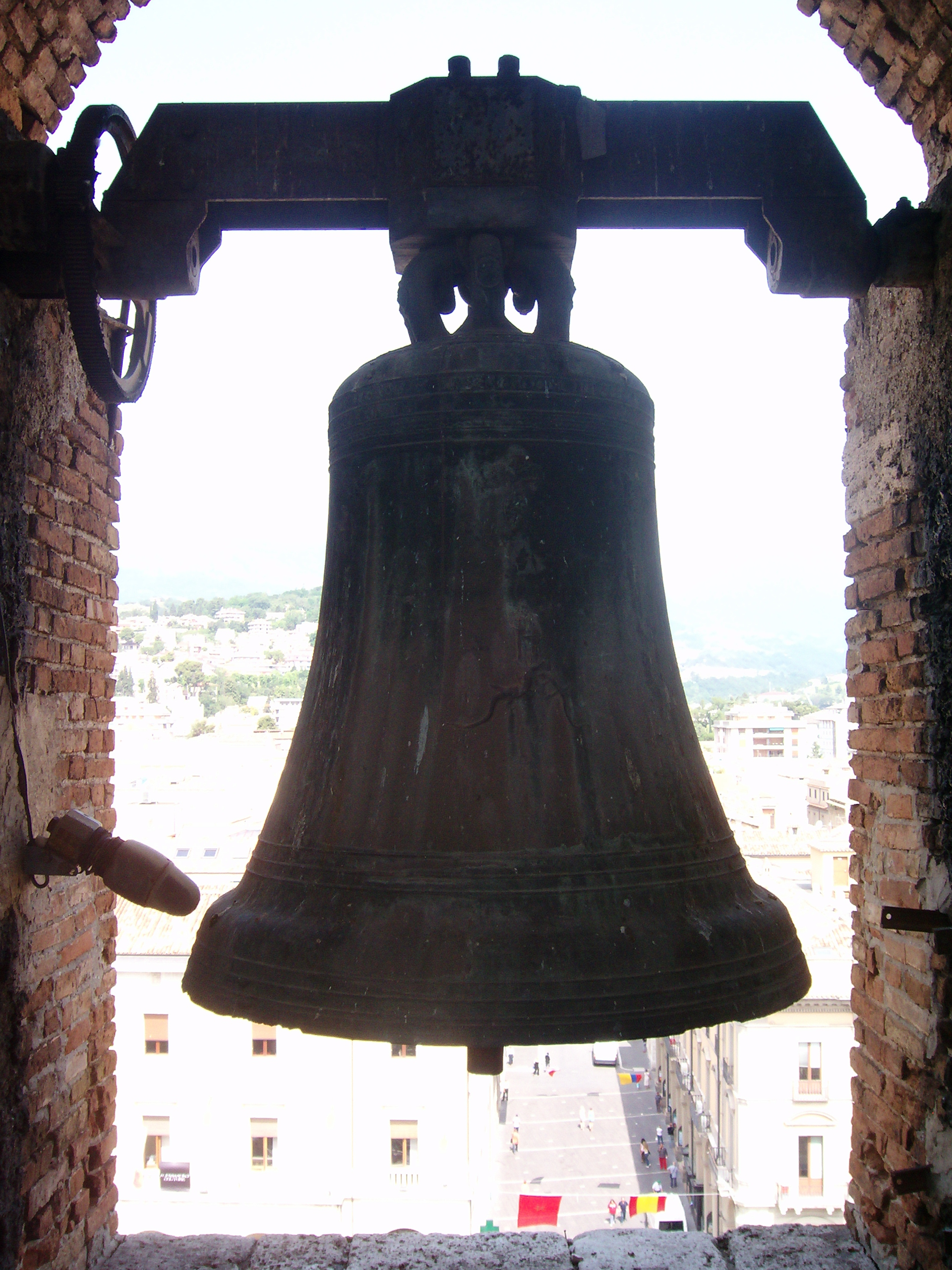
La campana fusa da F. Franceschi nella cella superiore (1622)

Nella cella superiore si trovano le restanti quattro campane della torre.
La prima, nel lato est, è di ridotte dimensioni ed è agganciata ad un ceppo in ghisa. Realizzata nella Fonderia dei Fratelli Mari a Torre de' Passeri nel 1839 -come si evince dalle iscrizioni presenti sulle sue pareti esterne- questa piccola campana reca altresì immagini di angeli, decorazioni floreali e l'effigie di un Vescovo con pastorale, probabilmente San Berardo stesso. La sua nota musicale è il re bemolle (Reb4).
Nel lato sud si affaccia la campana più piccola del concerto datata 1887 e realizzata anch'essa dalla Fonderia dei Fratelli Mari di Torre de' Passeri. In precedenza, sul finestrone del lato sud erano alloggiate, su un supporto metallico doppio, due piccole campane, anziché una sola, come oggi. Le vecchie fotografie precedenti ai lavori di ristrutturazione degli anni trenta evidenziano chiaramente questo dettaglio. La sua nota musicale è il si bemolle (SIb4)
La campana nord, che si affaccia su tale lato della torre, è la seconda per dimensioni delle quattro. Realizzata anch'essa dalla Fonderia dei Fratelli Mari a Torre de' Passeri nel 1834, come si rileva dalle iscrizioni esterne, è ancorata ad un ceppo in ghisa realizzato dalla ditta OES Brevetti Scarselli. La sua nota musicale è il re (Re4).
Sul lato ovest si affaccia, infine, la campana più grande della cella superiore. Realizzata nel 1622 dalla Fonderia Francesco Franceschi di Ancona, è in assoluto la campana più antica della torre. Dotata anch'essa di ceppo in ghisa, può essere suonata ad oscillazione e a rintocchi. La sua nota musicale è il fa (Fa3).

## L'orologio della torre
L'attuale congegno che oggi vediamo è solo il terzo di una serie di orologi installati sulla torre a partire dal XIX secolo. 

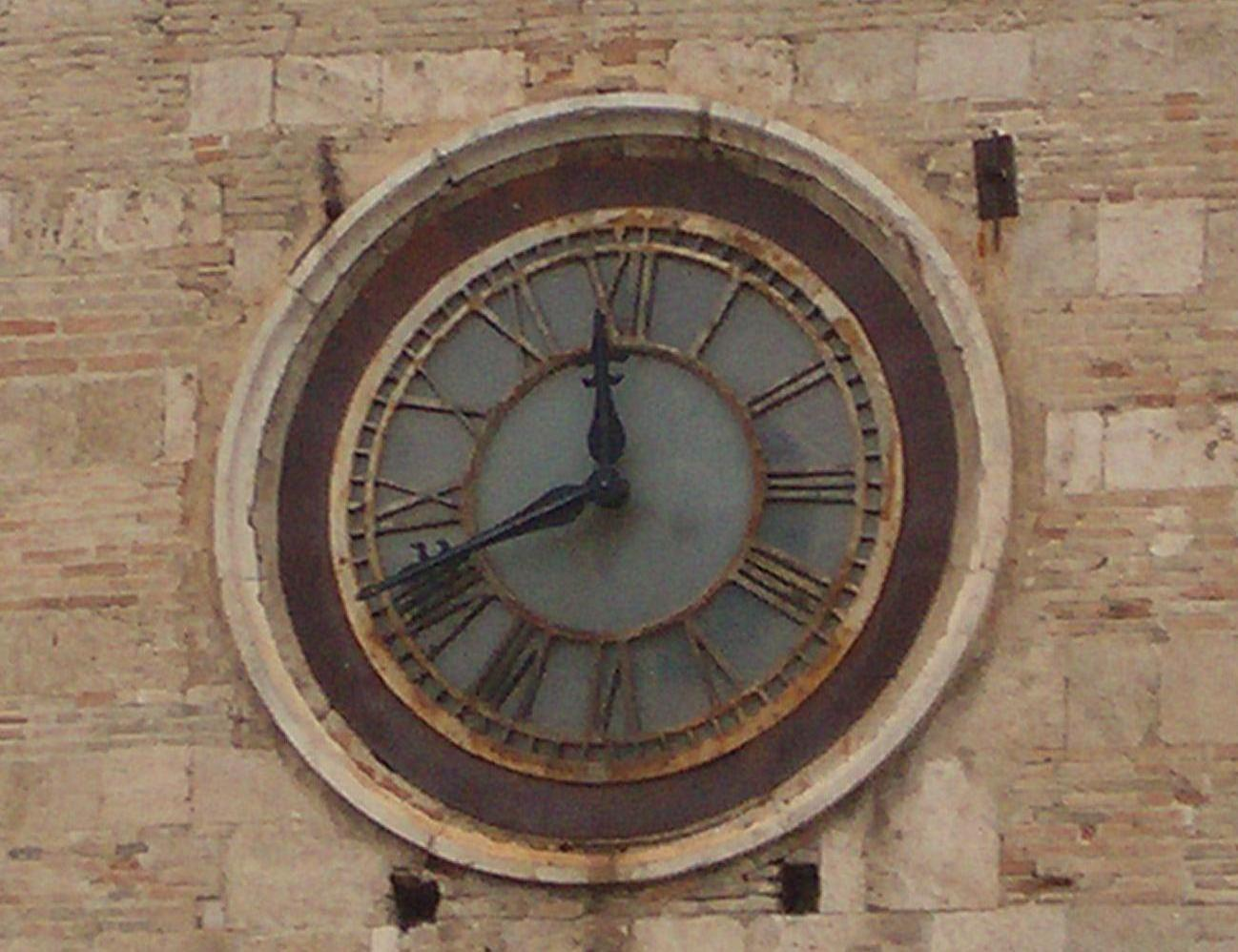
L'attuale orologio della torre (1924)

A quasi mezza altezza della torre è presente un orologio monumentale, di proprietà del Comune di Teramo. L'impianto è posto all'interno della stanza dell'orologio.

### Storia

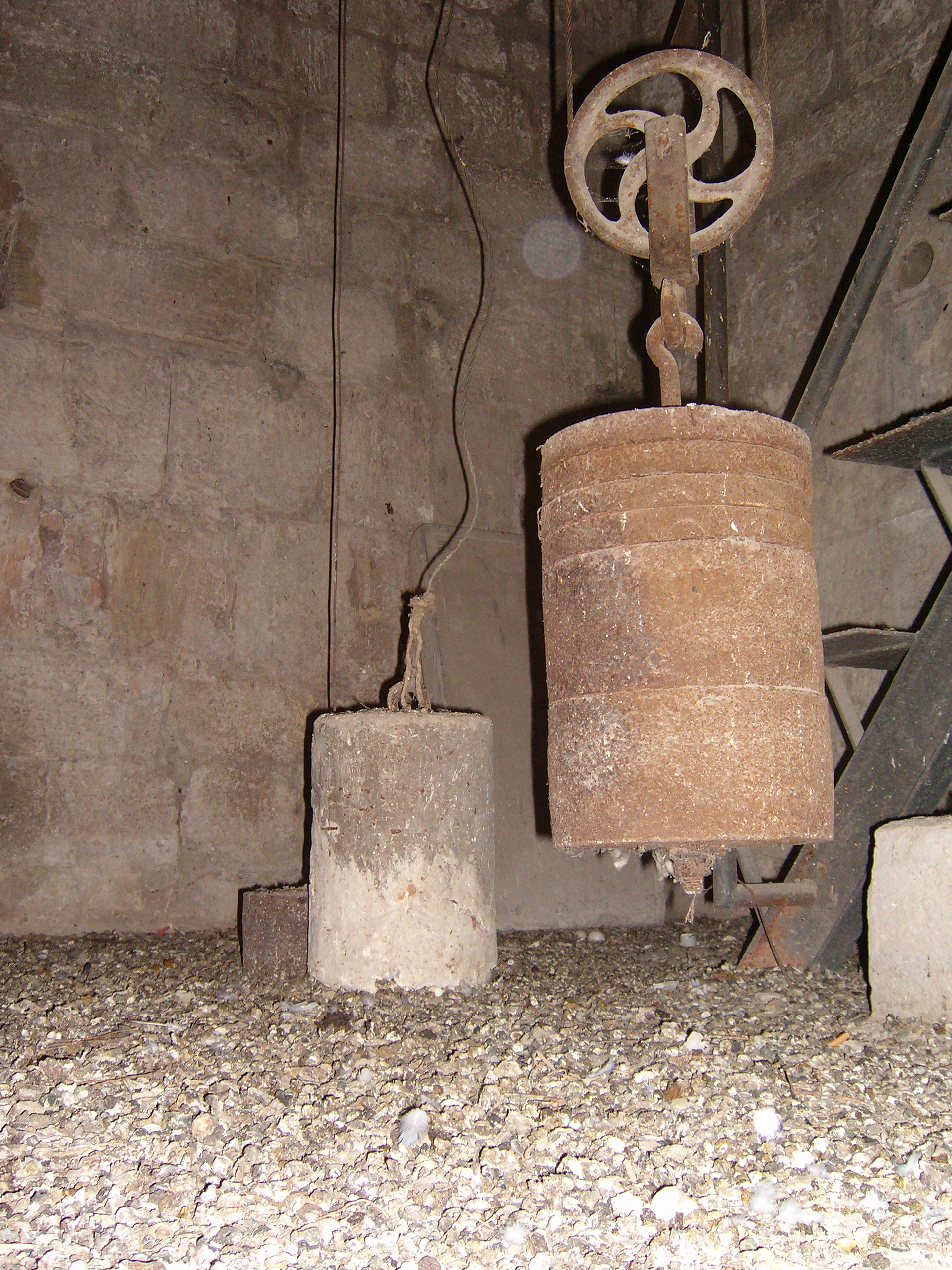
I pesi del meccanismo (1924)

Non è semplice identificare con sufficiente precisione la data della prima installazione di un orologio pubblico sulla struttura, a servizio della cittadinanza. Quello che appare comunque probabile, è che la presenza di un orologio a servizio della cittadinanza, antecedente a quello che oggi vediamo, sia da riferire ai primi anni dell'Ottocento. Si trattava, presumibilmente, di uno strumento ad un solo quadrante, realizzato in marmo bianco che restò al suo posto sino agli ultimi anni del secolo. Il quadrante marmoreo, peraltro, sopravviverà alla sostituzione dell'orologio che avvenne sul finire del XIX secolo.
Ci si riferisce, difatti, alla sostituzione che avvenne nel periodo 1891 – 1892, su iniziativa del sindaco Berardo Costantini (che fu anche, in veste di Presidente della Congregazione di carità, il fondatore dell'ospedale psichiatrico di Teramo, ubicato negli storici locali del complesso di Sant'Antonio Abate) che tanto volle l'installazione di un nuovo orologio pubblico che indicasse l'ora ai due lati della Città, l'antico e il moderno.
Nel verbale della seduta della commissione edilizia del 31 ottobre 1891, difatti, si legge che il desiderio del sindaco Costantini pervenne finalmente ad attuazione con l'acquisto di due quadranti a vetro trasparente, realizzati dalla fabbrica Tenca di Milano, aventi 2,55 metri di diametro e 13 millimetri di spessore. Con tutta probabilità, questa installazione doveva essere di così buona fattura che il commissario prefettizio presso il Comune di Faenza, il 24 dicembre 1892, inviò una richiesta al Sindaco di Teramo per poter ottenere informazioni sulla tipologia dell'orologio montato sulla torre del Duomo e sull'impresa realizzatrice. Il sindaco Costantini rispose cortesemente alla richiesta nello stesso mese di dicembre.

L'antico meccanismo dell'orologio della torre in un catalogo della fabbrica Miroglio (1924)

I continui guasti del meccanismo di marcia e i continui danneggiamenti del tempo resero ben presto non più funzionale il secondo orologio della torre, quello del Costantini del 1891 – 1892, e gli stessi tecnici comunali, nonché gli orologiai incaricati della manutenzione dell'impianto, a seguito di continue lagnanze, si videro costretti a proporre nuovamente la sostituzione dell'orologio con un terzo apparecchio. Dai documenti dell'epoca risulta, tra i vari interventi manutentivi eseguiti su questo impianto ormai obsoleto, un numero notevolissimo di riparazioni del quadrante, del meccanismo di marcia, di riverniciature, di sostituzione dei vetri del quadrante infranti per colpa delle intemperie. Nella seduta del 9 maggio 1901, la Giunta Comunale decise addirittura di far costruire, con una spesa di lire 500, un nuovo quadrante in vetro per il lato ovest della torre, identico al precedente, poiché questo era andato distrutto ed era caduto a terra dopo un violento temporale, causando, tra gli altri, anche diversi danni al tetto del Palazzo Vescovile.
Alla luce di questi eventi, ormai all'ordine del giorno, il Comune di Teramo decise di sostituire completamente il vecchio orologio del Costantini e provvide all'acquisto e all'installazione, finalmente, di un terzo nuovo orologio da collocare sulla torre, munito, per l'epoca, dei più moderni sistemi tecnologici. Questo terzo impianto è quello che ancora oggi si vede sulla torre, anche se l'antico meccanismo di marcia, fino al 7 ottobre 2011 ancora presente nella stanza dell'orologio, è stato dismesso.
Il nuovo orologio, installato quindi nel 1924, fu realizzato dalla fabbrica dei Fratelli Miroglio, fondata a Torino nel 1898 e specializzata nella realizzazione di questi apparecchi. Il nome di questa storica azienda torinese, in effetti, rimarrà legato all'orologio che tuttora è in funzione sulla torre del Duomo, nonostante il vecchio meccanismo sia stato ormai dismesso.

### Caratteristiche tecniche
Nel 1924, come detto, fu realizzato il nuovo orologio della torre. Si trattava di uno dei modelli di cui al fornito catalogo della fabbrica torinese, munito di pendolo e di pesi per il caricamento, le cui funi furono fatte passare attraverso il pavimento della stanza dell'orologio.
Le basi del tavolo che sorreggeva il meccanismo furono successivamente sostituite con un nuovo sistema di sostegno. I quadranti del nuovo orologio furono costruiti anch'essi in vetro trasparente e con telaio in ghisa, come quelli del vecchio orologio del 1891 – 1892, per poter essere retroilluminati durante le ore notturne.
Nel corso del tempo, per ovviare a diversi guasti tecnici, furono eseguiti sull'orologio del 1924 svariati interventi, tutti peraltro ampiamente documentabili ad un esame attento dell'antico meccanismo di questo interessante terzo orologio della torre.

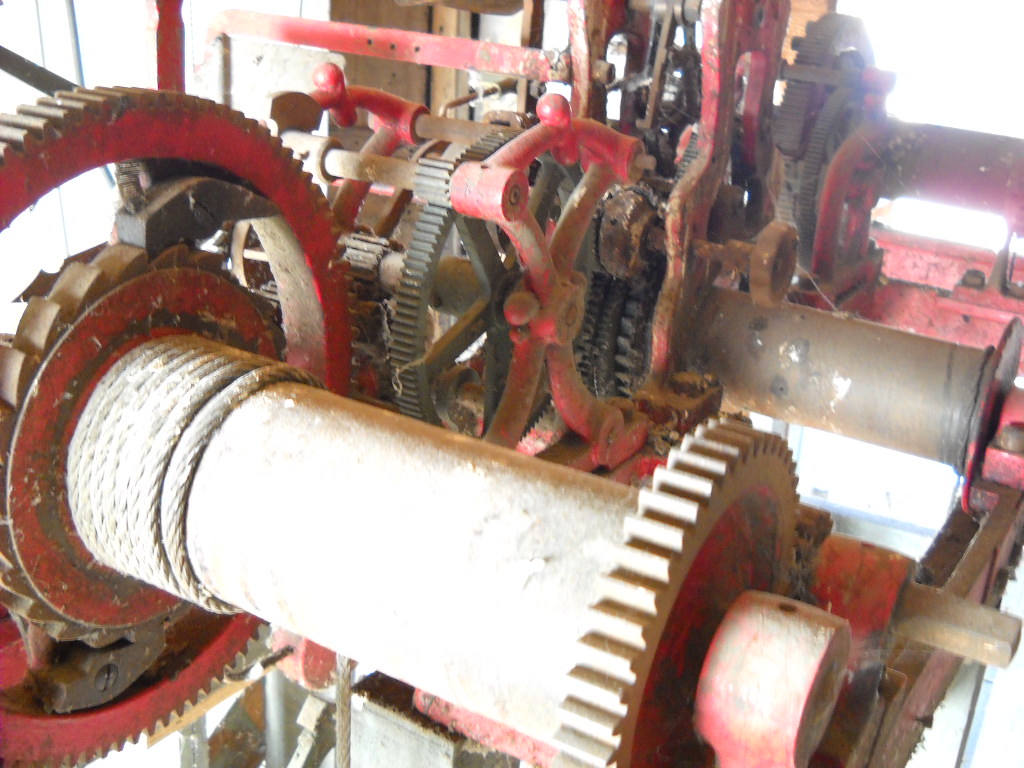
L'antico meccanismo dell'orologio della torre (1924)

Tra l'aprile e l'ottobre del 1932, dietro parere dell'orologiaio dell'epoca, Eliseo Carnessale, e previa relazione dell'Ingegnere Capo dell'Amministrazione Comunale, vennero posti in essere diversi interventi di manutenzione straordinaria sull'orologio della torre: si sostituirono i vecchi cavalletti che sorreggono il meccanismo di marcia, originariamente forniti dalla fabbrica dei Fratelli Miroglio e ormai vetusti e deformati, con «due travi di ferro a doppio T, incastrate fra due pareti del vano, allo scopo di ottenere maggiore garanzia di stabilità»; si realizzò una cassa in legno per riparare il meccanismo e «per preservarlo dalla polvere che entra in quantità notevole attraverso gli interstizi dei quadranti dell'orologio nel vano in cui trovasi la macchina»; si sostituirono le vecchie funi che reggevano i pesi dell'orologio, ormai logorate dal tempo e dall'usura, con «metri 200 di corda in acciaio zincata, avente spessore di 6 millimetri», fornite all'orologiaio Eliseo Carnessale dalla rivendita di Alberto Rocca a Torino, a sua volta rifornitasi dalla fabbrica dei Fratelli Miroglio.
L'ultimo notevole intervento effettuato sull'orologio della torre è stato quello che ha consentito la dismissione dell'antico meccanismo realizzato nel 1924, sostituito oggi dall'attuale congegno elettronico che gestisce sia la marcia dei due apparecchi, nei lati est ed ovest, sia i segnali orari delle ore e dei quarti.
Le sfere delle ore e dei minuti, ad eccezione di una soltanto, sono state peraltro progressivamente sostituite nel 1989 e nel 2005. Nel 1989, infatti, avvenne un incidente in Piazza Martiri della Libertà: la sfera dei minuti cadde a terra, quasi ferendo un turista.
L'antico meccanismo del 1924, sino ai giorni nostri, è rimasto comunque nella stanza dell'orologio. Rimosso il 7 ottobre 2011, è attualmente da considerarsi smarrito.

## Curiosità

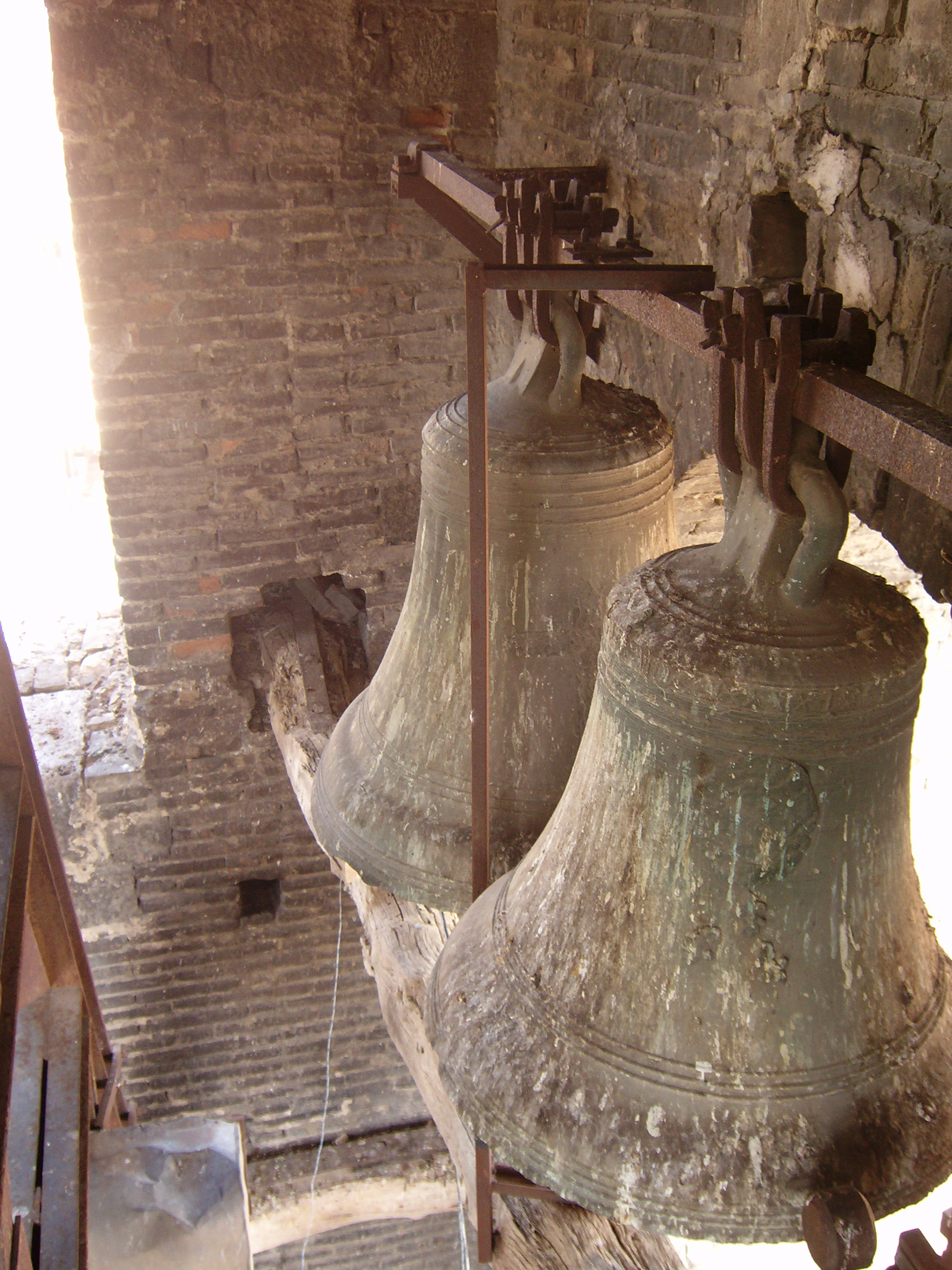
Le campane delle ore e dei quarti della torre (1830)

Durante la seconda guerra mondiale, fu nei sotterranei della torre che fu nascosta parte del Tesoro della Cattedrale di Teramo, potendosi quindi salvare da furti e rastrellamenti nemici.

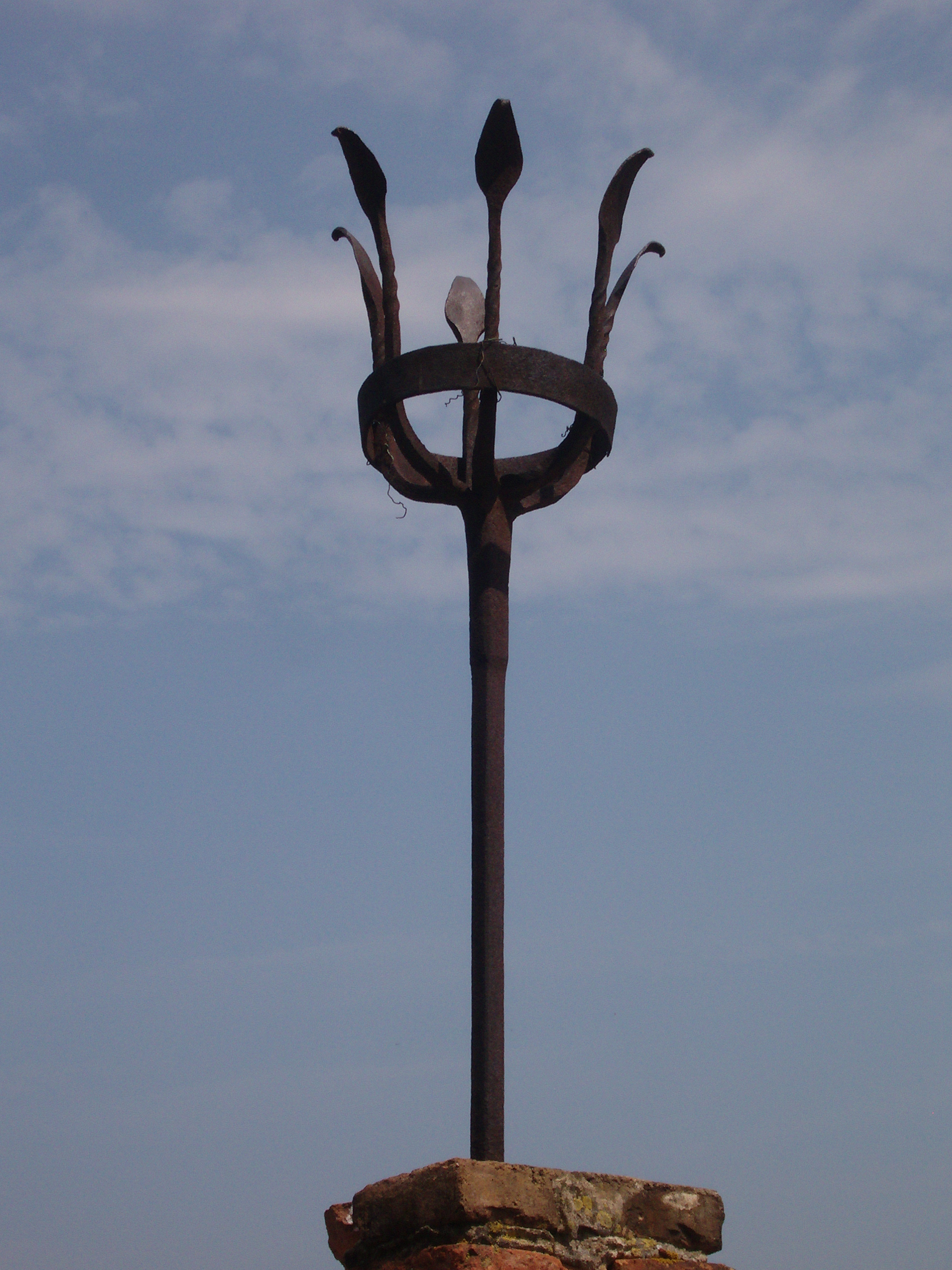
Portalanterna sulla terrazza panoramica della torre

Sulla sommità della torre, sino al 7 ottobre 2011, è stata presente una vecchia sirena antiaerea del 1937, in buono stato di conservazione. Si tratta di una sirena elettromeccanica che era azionata attraverso un quadro comandi collegato alla rete telefonica. Suonò per la prima volta il 19 giugno 1938 e per l'ultima volta il 14 luglio 1944. Il 22 settembre 1945, con la circolare n. 457, il Ministero dell'Interno ordinò la dismissione di tutti gli impianti di allarme antiaereo presenti sul territorio nazionale. È uno degli ultimi, pochissimi esemplari di sirene antiaeree ancora presenti in Italia.
La sirena antiaerea, rimossa dalla torre, è stata restaurata e il 27 gennaio 2016 è stata pubblicamente messa in funzione, per la prima volta dalla fine della guerra, nell'aula magna dell'Università degli Studi di Teramo. Attualmente il dispositivo è in attesa di collocazione definitiva.
La torre è dotata, al di sopra della seconda cella, di una piccola terrazza panoramica alla quale si accede dal prisma ottagonale. Da essa è possibile ammirare un bel panorama della Città.
La campana Aprutina è la seconda campana d'Abruzzo per dimensioni (dopo il campanone del "centenario" del Santuario di San Gabriele dell'Addolorata, di nota Sol2, dal peso di 50 quintali c.a.) e la terza per nota (dopo il campanone del centenario e la campana maggiore dl Duomo di Avezzano, anch'essa intonante un Sol2 crescente, ma di peso e dimensioni ridotti).  La campana più antica, seconda del concerto,  è stata realizzata nel 1622: si tratta di un bronzo dal notevole valore storico oltre che di buona qualità sonora.